# Maximiliano León Murillo
Maximiliano León Murillo (San Rafael Tecario, Michoacán, 13 de febrero de 1925-?) fue un político y profesor mexicano, miembro del Partido Popular Socialista (PPS). Fue diputado federal de 1970 a 1973.

## Biografía
Realizó sus estudios de primaria en la escuela «República del Brasil» en Ciudad de México de 1935 a 1940, la secundaria en la Benemérita Escuela Nacional de Maestros de 1941 a 1946, tras ello inició su carrera como maestro de primaria y secundaria en el entonces Distrito Federal. Posteriormente continuó sus estudios, cursando la preparatoria en la Escuela Nacional Preparatoria de 1953 a 1954, la Escuela Normal Superior en Historia Universal de 1955 a 1959 y luego realizó estudios en arqueología en la Escuela Nacional de Antropología e Historia (ENAH) de 1960 a 1965.
Durante más de 25 años se desempeñó como maestro en escuelas primarias y secundarias de la Ciudad de México, tamibén ejerció la docencia en la Escuela Nacional Preparatoria. Miembro del PPS, en 1970 fue postulado candidato a diputado federal por el Distrito 14 del Distrito Federal, pero no logró el triunfo que correspondió a su contrincante del PRI Luis Velázquez Jaacks. Sin embargo, resultó elegido por el principio de diputado de partido, ejerciendo a la XLVIII Legislatura que concluyó en 1973. En ella fue integrante de las comisiones de Asuntos Indígenas; 1a. de Defensa Nacional; de la Industria de la Televisión; del Petróleo; y, 2a. de Trabajo.